# کولتون اسمیت
کولتون اسمیت (انگلیسی: Colton Smith؛ زادهٔ ۱۴ اوت ۱۹۸۷) نظامی و ورزشکار هنرهای رزمی ترکیبی اهل ایالات متحده آمریکا است. وی از سال ۲۰۱۱ میلادی تاکنون مشغول فعالیت بوده‌است.